# Campionato Italiano Velocità 2003
Il campionato italiano velocità 2003  è l'ottantaduesima edizione del campionato italiano velocità. In questa annata sono attive quattro categorie: la Superbike, la Supersport, la Stock 1000 e la classe 125.

## Stagione

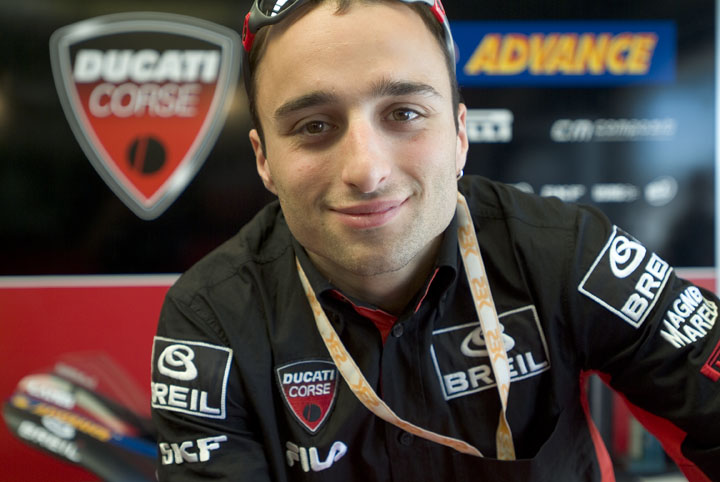
Lorenzo Lanzi, in questa stagione campione italiano e vice-campione europeo Superstock 1000.

Il titolo piloti Superbike viene vinto da Mauro Sanchini con una Kawasaki ZX-10R. Sanchini conquista le prime due gare in calendario e completa la stagione con altri tre piazzamenti a punti sopravanzando di cinque lunghezze il più diretto degli inseguitori: Marco Borciani su Ducati. Terzo posto per il campione uscente Lucio Pedercini che chiude in rimonta vincendo le ultime due prove. Tra i costruttori prevale Ducati con due vittorie e tre secondi posti nelle cinque gare previste. Nella Supersport il titolo va a Gianluca Nannelli su Yamaha YZF R6. Nannelli vince una sola gara ma, grazie ad altri due piazzamenti a podio ed un quarto posto, precede di due punti il compagno di marca Ivan Goi, terzo posto per Alessio Corradi, anch'egli su Yamaha, unico pilota a vincere più di una gara. Tra i costruttori Yamaha conquista quattro gare su cinque.
Nella Stock 1000 vince Lorenzo Lanzi su Ducati. Lanzi vince quattro gare e sfiora il doppio titolo andando a chiudere secondo, di tre punti, nell'europeo Superstock 1000. Tra i costruttori prevale Ducati che ottiene la vittoria in tutte le gare. Secondo posto, a solo otto punti dalla vetta, per Ilario Dionisi su Suzuki che sale sul podio in tutti gli eventi disputati. Luca Conforti, compagno di marca di Dionisi, si classifica al terzo posto, leggermente più staccato.
Nella classe 125 a vincere il titolo è Fabrizio Lai con una Malaguti 125. Lai, che sale sul podio in tutte le gare vincendone tre, sopravanza di diciassette punti Mattia Angeloni in forza alla Honda. Terzo si piazza il compagno di marca di Laiː Alessio Aldovrandi. Tra i costruttori prevale Malaguti che conquista tre gare.

## Calendario
Dove non indicata la nazionalità si intende pilota italiano.
| Prova | Data         | Circuito        | Vincitore         | Vincitore         | Vincitore        | Vincitore       |
| Prova | Data         | Circuito        | Superbike         | Supersport        | Stock 1000       | Classe 125      |
| ----- | ------------ | --------------- | ----------------- | ----------------- | ---------------- | --------------- |
| 1     | 13 aprile    | Misano prova 1  | Mauro Sanchini    | Gianluca Nannelli | Lorenzo Lanzi    | Mattia Angeloni |
| 2     | 6 luglio     | Mugello prova 1 | Mauro Sanchini    | Alessio Corradi   | Lorenzo Lanzi    | Michele Conti   |
| 3     | 3 agosto     | Misano prova 2  | Vittorio Iannuzzo | Alessio Corradi   | Alessandro Valia | Fabrizio Lai    |
| 4     | 31 agosto    | Mugello prova 2 | Lucio Pedercini   | Ivan Goi          | Lorenzo Lanzi    | Fabrizio Lai    |
| 5     | 14 settembre | Vallelunga      | Lucio Pedercini   | Juri Proietto     | Lorenzo Lanzi    | Fabrizio Lai    |

## Classifiche

### Superbike

#### Classifica Piloti[22]
Dove non indicata la nazionalità si intende pilota italiano.
| Pos. | Pilota              | Moto           | 1 MIS1 | 2 MUG1 | 3 MIS2 | 4 MUG2 | 5 VAL | P.ti |
| ---- | ------------------- | -------------- | ------ | ------ | ------ | ------ | ----- | ---- |
| 1    | Mauro Sanchini      | Kawasaki       | 1      | 1      | 4      | 5      | 4     | 87   |
| 2    | Marco Borciani      | Ducati         | 2      | 2      | 3      | 3      | 6     | 82   |
| 3    | Lucio Pedercini     | Ducati         | Rit    | Rit    | 2      | 1      | 1     | 70   |
| 4    | Doriano Romboni     | Ducati         |        | 3      | 6      | 4      | 2     | 59   |
| 5    | Vittorio Iannuzzo   | Suzuki         | 4      | Rit    | 1      | 2      |       | 58   |
| 6    | Gianluca Vizziello  | Yamaha         |        | 9      | 5      | 6      | 3     | 44   |
| 7    | Andrea Mazzali      | MV Agusta      | 5      | 4      | Rit    | 8      | 5     | 43   |
| 8    | Luca Pini           | Suzuki         | 6      | 5      | 11     | Rit    | 7     | 35   |
| 9    | Paolo Blora         | Ducati         | 3      |        | Rit    | 7      | 8     | 33   |
| 10   | Ferdinando Di Maso  | Suzuki         | 7      | 8      | 8      | 10     | Rit   | 31   |
| 11   | Giuseppe Zannini    | Ducati         | 8      | 6      | Rit    | Rit    | 10    | 24   |
| 12   | Simone Conti        | Suzuki         | Rit    | Rit    | 9      | 11     | 9     | 19   |
| 13   | Mattia Zacconi      | Ducati         | Rit    | 7      | Rit    | 13     | 11    | 17   |
| 14   | Vittorio Scatola    | Yamaha         | Rit    | 12     | 10     | 9      |       | 17   |
| 15   | Marco Gugnali       | Suzuki         | 13     |        | 7      |        |       | 12   |
| 16   | Luca Pedersoli      | Honda e Ducati | 10     | 11     | Rit    |        |       | 11   |
| 17   | Ivan Sala           | Suzuki         | Rit    | Rit    | 14     | 12     | 12    | 10   |
| 18   | Paolo Costa         | Suzuki         | 15     | 10     |        | 14     | Rit   | 9    |
| 19   | Thomas Tallevi      | Ducati         | 11     | Rit    | 12     |        |       | 9    |
| 20   | Davide Grandi       | Suzuki         | 9      | 21     | 16     |        | 24    | 7    |
| 21   | Redamo Assirelli    | Yamaha         | 12     |        | 13     |        |       | 7    |
| 22   | Riccardo Volpi      | Suzuki         | 22     |        | 15     | 16     | 13    | 4    |
| 23   | Stefano Spiller     | Suzuki         | 23     | 13     | 23     | 21     | 19    | 3    |
| 24   | Giorgio Cantalupo   | Ducati         |        |        |        |        | 14    | 2    |
| 25   | Germano Bertuzzi    | Suzuki         | 24     | 14     | 17     | 18     | Rit   | 2    |
| 26   | Alessandro Gramigni | Yamaha         | 14     |        |        |        |       | 2    |
| 27   | Federico Clementini | Yamaha         |        |        |        |        | 15    | 1    |
| 28   | Lorenzo Neri        | Suzuki         |        |        |        | 15     |       | 1    |
| 29   | Stefano Sanchini    | Suzuki         |        | 15     |        | Rit    |       | 1    |
| Pos. | Pilota              | Moto           | 1 MIS1 | 2 MUG1 | 3 MIS2 | 4 MUG2 | 5 VAL | P.ti |

| Legenda | 1º posto        | 2º posto            | 3º posto           | A punti      | Senza punti        | Grassetto – Pole position Corsivo – Giro più veloce |
| Legenda | Gara non valida | Non qual./Non part. | Ritirato/Non class | Squalificato | '-' Dato non disp. | Grassetto – Pole position Corsivo – Giro più veloce |

#### Classifica Costruttori
| Pos. | Costruttore | 1 MIS1 | 2 MUG1 | 3 MIS2 | 4 MUG2 | 5 VAL | P.ti |
| ---- | ----------- | ------ | ------ | ------ | ------ | ----- | ---- |
| 1    | Ducati      | 2      | 2      | 2      | 1      | 1     | 110  |
| 2    | Kawasaki    | 1      | 1      | 4      | 5      | 4     | 87   |
| 3    | Suzuki      | 4      | 5      | 1      | 2      | 7     | 78   |
| 4    | Yamaha      | 12     | 9      | 10     | 6      | 3     | 43   |
| 5    | MV Agusta   | 5      | 4      | Rit    | 8      | 5     | 43   |
| 6    | Honda       | 10     | 19     | 19     | Rit    |       | 6    |

### Supersport

#### Classifica Piloti[23]
Dove non indicata la nazionalità si intende pilota italiano.
| Pos. | Pilota                | Moto     | 1 MIS1 | 2 MUG1 | 3 MIS2 | 4 MUG2 | 5 VAL | P.ti |
| ---- | --------------------- | -------- | ------ | ------ | ------ | ------ | ----- | ---- |
| 1    | Gianluca Nannelli     | Yamaha   | 1      | Rit    | 4      | 2      | 3     | 74   |
| 2    | Ivan Goi              | Yamaha   | 3      | Rit    | 2      | 1      | 5     | 72   |
| 3    | Alessio Corradi       | Yamaha   | 2      | 1      | 1      | Rit    | 27    | 70   |
| 4    | Maurizio Prattichizzo | Honda    | 8      | 2      | 5      | 3      | 7     | 64   |
| 5    | Antonio Carlacci      | Yamaha   | 6      | 4      | 7      | 7      | 2     | 61   |
| 6    | Juri Proietto         | Honda    | Rit    | 3      | 10     | 10     | 1     | 53   |
| 7    | Alessandro Polita     | Yamaha   | 4      | 7      | 6      | 4      | 10    | 51   |
| 8    | Cristiano Migliorati  | Kawasaki | 11     | 8      | 3      | 9      |       | 40   |
| 9    | Camillo Mariottini    | Yamaha   | 7      | 6      | 9      | 11     | 9     | 38   |
| 10   | Matteo Baiocco        | Yamaha   | 9      | 5      | 8      | 5      | Rit   | 37   |
| 11   | Stefano Cruciani      | Kawasaki | 5      | Rit    | Rit    | Rit    | 4     | 24   |
| 12   | Walter Bartolini      | Honda    | 15     | 29     | 11     | 6      | 8     | 24   |
| 13   | Norino Brignola       | Kawasaki | Rit    | 11     | Rit    | 18     | 6     | 15   |
| 14   | Denis Sacchetti       | Yamaha   |        | 12     | Rit    | 8      | 26    | 12   |
| 15   | Alessandro Antonello  | Kawasaki |        | 23     | 13     | 13     |       | 11   |
| 16   | Cristian Magnani      | Yamaha   | Rit    | 9      | 15     | 14     |       | 10   |
| 17   | Michele Malatesta     | Kawasaki | 16     | 10     | Rit    | 19     |       | 9    |
| 18   | Daniele Addamo        | Yamaha   | 10     | 14     | Rit    | 27     | 15    | 9    |
| 19   | Fabrizio De Marco     | Yamaha   |        | 17     | 12     | 12     |       | 8    |
| 20   | Roberto Antonello     | Kawasaki | 13     | 15     | 14     | 15     |       | 7    |
| 21   | Marco Morreale        | Yamaha   | Rit    | 13     | 24     | 23     |       | 5    |
| 22   | Gilles Boccolini      | Honda    | 12     |        | Rit    |        | Rit   | 4    |
| 23   | Gianfranco Guareschi  | Kawasaki | 14     | Rit    |        | 17     |       | 2    |
| Pos. | Pilota                | Moto     | 1 MIS1 | 2 MUG1 | 3 MIS2 | 4 MUG2 | 5 VAL | P.ti |

| Legenda | 1º posto        | 2º posto            | 3º posto           | A punti      | Senza punti        | Grassetto – Pole position Corsivo – Giro più veloce |
| Legenda | Gara non valida | Non qual./Non part. | Ritirato/Non class | Squalificato | '-' Dato non disp. | Grassetto – Pole position Corsivo – Giro più veloce |

#### Classifica Costruttori
| Pos. | Costruttore | 1 MIS1 | 2 MUG1 | 3 MIS2 | 4 MUG2 | 5 VAL | P.ti |
| ---- | ----------- | ------ | ------ | ------ | ------ | ----- | ---- |
| 1    | Yamaha      | 1      | 1      | 1      | 1      | 2     | 120  |
| 2    | Honda       | 8      | 2      | 5      | 3      | 1     | 80   |
| 3    | Kawasaki    | 5      | 8      | 3      | 9      | 4     | 55   |
| NC   | Suzuki      | Rit    | Rit    |        |        | 25    | 0    |

### Stock 1000
Vi sono delle diversità tra la classifica piloti ed il resoconto della seconda gara al Mugello in quanto il pilota spagnolo Enrique Rocamora vi prende parte come wild card senza punti (chiudendo terzo). Gli altri piloti classificati, tranne Lanzi e Dionisi, scalano in avanti di una posizione.

#### Classifica Piloti[24]
Dove non indicata la nazionalità si intende pilota italiano.
| Pos. | Pilota             | Moto    | 1 MIS1 | 2 MUG1 | 3 MIS2 | 4 MUG2 | 5 VAL | P.ti |
| ---- | ------------------ | ------- | ------ | ------ | ------ | ------ | ----- | ---- |
| 1    | Lorenzo Lanzi      | Ducati  | 1      | 1      | Rit    | 1      | 1     | 100  |
| 2    | Ilario Dionisi     | Suzuki  | 2      | 3      | 2      | 2      | 3     | 92   |
| 3    | Luca Conforti      | Suzuki  | 5      | 2      | Rit    | 3      | 2     | 67   |
| 4    | Alessandro Valia   | Ducati  | 4      | 4      | 1      | Rit    | 4     | 64   |
| 5    | Fabrizio Pellizzon | Aprilia | 6      | 6      | 15     | 7      | 5     | 41   |
| 6    | Riccardo Ricci     | Suzuki  | 8      | 12     | 4      | 10     | 9     | 38   |
| 7    | Alessio Velini     | Yamaha  |        | 9      | 6      | 5      | 8     | 36   |
| 8    | William De Angelis | Ducati  | 11     | 8      | 5      | 6      | Rit   | 34   |
| 9    | Riccardo Chiarello | Ducati  | Rit    | Rit    | 7      | 4      | 6     | 32   |
| 10   | Giacomo Romanelli  | Suzuki  | 9      | 10     | 8      | 11     | 11    | 31   |
| 11   | Lorenzo Alfonsi    | Yamaha  | Rit    | 5      | Rit    | Rit    | 7     | 20   |
| 12   | Lorenzo Mauri      | Ducati  | 13     |        | 18     | 8      | 10    | 17   |
| 13   | Fabio Capriotti    | Ducati  | 17     | 20     | 3      |        | 18    | 16   |
| 14   | Gianluca Vizziello | Yamaha  | 3      |        |        |        |       | 16   |
| 15   | Alessandro Buzzi   | Suzuki  | 12     | 7      | Rit    | Rit    | 13    | 16   |
| 16   | Giovanni Scillieri | Yamaha  | Rit    | 18     | 9      | 13     | 12    | 14   |
| 17   | Massimo Bisconti   | Yamaha  | 7      |        | 12     | Rit    | 23    | 13   |
| 18   | Fabrizio De Noni   | Suzuki  | Rit    | 11     | 16     | 9      | 20    | 12   |
| 19   | Paolo Tessari      | Ducati  | 14     | 13     | Rit    | 12     | 16    | 9    |
| 20   | Marco Pontini      | Suzuki  | 15     | 22     | 10     | 16     | 19    | 7    |
| 21   | Marco Tessarolo    | Suzuki  | 28     | 17     | 11     | 14     | Rit   | 7    |
| 22   | Gianluca Battisti  | Suzuki  | 10     | Rit    | Rit    |        |       | 6    |
| 23   | Fabrizio Contarin  | Suzuki  | 18     | 19     | 13     | 15     | 21    | 4    |
| 24   | Alessio Nardini    | Suzuki  | 21     | 14     | Rit    | 20     | 15    | 3    |
| 25   | Simone Di Marco    | Suzuki  |        |        | Rit    |        | 14    | 2    |
| 26   | Alex Sassaro       | Yamaha  |        | 26     | 14     | 22     | Rit   | 2    |
| 27   | Matteo Savini      | Ducati  | 23     | 15     | Rit    | Rit    | 22    | 1    |
| Pos. | Pilota             | Moto    | 1 MIS1 | 2 MUG1 | 3 MIS2 | 4 MUG2 | 5 VAL | P.ti |

| Legenda | 1º posto        | 2º posto            | 3º posto           | A punti      | Senza punti        | Grassetto – Pole position Corsivo – Giro più veloce |
| Legenda | Gara non valida | Non qual./Non part. | Ritirato/Non class | Squalificato | '-' Dato non disp. | Grassetto – Pole position Corsivo – Giro più veloce |

#### Classifica Costruttori
| Pos. | Costruttore | 1 MIS1 | 2 MUG1 | 3 MIS2 | 4 MUG2 | 5 VAL | P.ti |
| ---- | ----------- | ------ | ------ | ------ | ------ | ----- | ---- |
| 1    | Ducati      | 1      | 1      | 1      | 1      | 1     | 125  |
| 2    | Suzuki      | 2      | 2      | 2      | 2      | 2     | 100  |
| 3    | Yamaha      | 3      | 5      | 6      | 5      | 7     | 57   |
| 4    | Aprilia     | 6      | 6      | 15     | 7      | 5     | 41   |
| NC   | Honda       | 19     | 21     | 17     | 17     |       | 0    |

### Classe 125
Vi sono delle diversità tra la classifica piloti ed i resoconti di gara in quanto partecipa all'intero campionato il pilota svizzero Marco Tresoldi che non ottiene i punti. Gli altri piloti scalano la classifica a punti nelle tre gare portate a termine da Tresoldi.

#### Classifica Piloti[25]
Dove non indicata la nazionalità si intende pilota italiano.
| Pos. | Pilota                 | Moto      | 1 MIS1 | 2 MUG1 | 3 MIS2 | 4 MUG2 | 5 VAL | P.ti |
| ---- | ---------------------- | --------- | ------ | ------ | ------ | ------ | ----- | ---- |
| 1    | Fabrizio Lai           | Malaguti  | 2      | 3      | 1      | 1      | 1     | 111  |
| 2    | Mattia Angeloni        | Honda     | 1      | 2      | 2      | 4      | 3     | 94   |
| 3    | Alessio Aldrovandi     | Malaguti  | 5      | 5      | 4      | 2      | 2     | 75   |
| 4    | Mattia Pasini          | Aprilia   | Rit    | 9      | 3      | 3      | 12    | 43   |
| 5    | Bruno Pagnoni          | Aprilia   | 6      | Rit    | 6      | 8      | 4     | 41   |
| 6    | Michele Conti          | Honda     | 7      | 1      | 21     | Rit    | 10    | 40   |
| 7    | Michele Pirro          | Aprilia   | 3      | 7      |        | 5      | Rit   | 36   |
| 8    | Michele Danese         | Aprilia   | 8      | Rit    | 5      | 6      | Rit   | 29   |
| 9    | Lorenzo Zanetti        | Honda     | Rit    | 16     | 8      | 10     | 6     | 24   |
| 10   | Andrea Zappa           | Aprilia   | 4      | 6      | Rit    |        |       | 23   |
| 11   | Armando Narducci       | Honda     | 9      | 12     |        |        | 5     | 22   |
| 12   | Matteo Bianchi         | Honda     | Rit    | 14     | 7      | 22     | 8     | 19   |
| 13   | Iuri Vigilucci         | Honda     | 18     | 10     | 14     | 15     | 7     | 18   |
| 14   | Roberto Bosio          | Malaguti  | 20     | Rit    | 12     | 12     | 9     | 15   |
| 15   | Valerio Venturi        | Honda     | Rit    | 11     | 17     | 7      | 18    | 14   |
| 16   | Luca Di Giuseppe       | Honda     |        | 4      |        |        |       | 13   |
| 17   | Simone Grotzkyj Giorgi | Honda     | 17     | 19     | 10     | 13     | 13    | 12   |
| 18   | Nico Vivarelli         | Honda     | 11     | 15     | 13     | 14     |       | 11   |
| 19   | Andrea Antonelli       | Honda     | 14     | 13     | 11     | 19     | Rit   | 10   |
| 20   | Marco Petrini          | Aprilia   | 26     | 8      | Rit    |        |       | 8    |
| 21   | Gabriele Debbia        | Honda     |        |        |        | 9      |       | 7    |
| 22   | Davide Suardi          | Honda     | Rit    | Rit    | 9      | 16     |       | 7    |
| 23   | Juri Bruschi           | Honda     | 10     | 17     |        |        |       | 6    |
| 24   | Michele Magnoni        | Aprilia   |        |        | 22     | 21     | 11    | 5    |
| 25   | Riccardo Moretti       | Honda     |        |        |        | 11     |       | 5    |
| 26   | Francesco Consalvi     | Honda     | 12     | 18     | Rit    | 17     |       | 4    |
| 27   | Claudio Corti          | Gazzaniga | 13     | Rit    | Rit    |        |       | 3    |
| 28   | Carmine Passaro        | Aprilia   | 21     | 24     | 25     |        | 14    | 2    |
| 29   | Raffaele De Rosa       | Aprilia   | 15     | Rit    | 15     | Rit    | Rit   | 2    |
| 30   | Daniele Scampamorte    | Honda     | 24     | Rit    | Rit    | 24     | 15    | 1    |
| Pos. | Pilota                 | Moto      | 1 MIS1 | 2 MUG1 | 3 MIS2 | 4 MUG2 | 5 VAL | P.ti |

| Legenda | 1º posto        | 2º posto            | 3º posto           | A punti      | Senza punti        | Grassetto – Pole position Corsivo – Giro più veloce |
| Legenda | Gara non valida | Non qual./Non part. | Ritirato/Non class | Squalificato | '-' Dato non disp. | Grassetto – Pole position Corsivo – Giro più veloce |

#### Classifica Costruttori
| Pos. | Costruttore | 1 MIS1 | 2 MUG1 | 3 MIS2 | 4 MUG2 | 5 VAL | P.ti |
| ---- | ----------- | ------ | ------ | ------ | ------ | ----- | ---- |
| 1    | Malaguti    | 2      | 3      | 1      | 1      | 1     | 111  |
| 2    | Honda       | 1      | 1      | 2      | 4      | 3     | 99   |
| 3    | Aprilia     | 3      | 6      | 3      | 3      | 4     | 71   |
| 4    | Gazzaniga   | 13     | Rit    | Rit    |        |       | 3    |
| NC   | Yamaha      |        |        | 18     |        |       | 0    |
| -    | Friba       |        | 21     | 24     | 23     |       | 0    |

## Sistema di punteggio
| Pos.  | 1  | 2  | 3  | 4  | 5  | 6  | 7 | 8 | 9 | 10 | 11 | 12 | 13 | 14 | 15 | 16> |
| Punti | 25 | 20 | 16 | 13 | 11 | 10 | 9 | 8 | 7 | 6  | 5  | 4  | 3  | 2  | 1  | 0   |